# Maria Hille
Maria Elisabeth Hille (Rhauderfehn, 3 luglio 1827 – L'Aia, 1893) è stata una fotografa olandese, la prima professionista del suo paese.

## Biografia
Non sono note le sue vicende giovanili, né da chi discende la sua famiglia. Sappiamo che nacque in territorio tedesco e che sposò Claus Pruter, anche lui tedesco di Emden, conosciuto come pittore. Non sappiamo con esattezza come e dove ebbero modo di incontrarsi, ma si può supporre che ciò sia potuto accadere ad Amburgo, dove aveva lo studio fotografico H. Hille, un fotografo, forse parente di Maria che, come vedremo, potrebbe avere influito sugli eventi della sua vita anche negli anni successivi. Ad ogni modo quando la loro residenza fu stabilita a Groningen, nei Paesi Bassi nel 1852, il marito fu iscritto come dagherrotipista. L'anno successivo aprì un atelier nella cittadina di Hareweg, poco distante.
In quell'anno 1853 nacque la loro unica figlia, Catherina Gerardina Margaretha Pruter, di padre "dagherrotipista" e di madre "senza professione", come venne scritto sull'atto di nascita.
A maggio 1855 la famiglia si trasferì a Middelburg, dove Claus aprì uno studio "per la produzione di ritratti, vedute di tenute di campagna e vedute di città", come scrisse nella pubblicità. Sebbene il nome di Maria non apparisse, ella conduceva già la professione di fotografa, firmando le foto, ed avendo rapporti coi clienti.
Un anno dopo, il 28 luglio, i Pruter partirono alla volta di Amsterdam aprendovi il "Nuovo stabilimento fotografico tedesco di C. & M. Pruter". Trascorse nemmeno un anno e nel 1857 di nuovo in partenza, questa volta la famiglia si spostò a L'Aia, ma con una differenza sostanziale: l'atelier che verrà aperto porterà l'insegna “M. Hille e Comp.”
Nel marzo ed in agosto del 1857 ebbe luogo in città la mostra itinerante “Nuovo grande gabinetto stereoscopico cosmoramico di H. Hille e Comp. di Amburgo”. I coniugi potrebbero aver sfruttato il cognome del fotografo, forse parente, come abbiamo già visto in precedenza, ed in considerazione del clamoroso successo che venne tributato, per trarne vantaggio al loro atelier, peraltro, già noto a L'Aia.
A causa della salute sempre più cagionevole del marito, Maria fu costretta a prendere il tedesco Wilhelm J. Grammann come assistente di studio nel 1862. L'anno seguente, il 27 gennaio il marito morì, dopo "lunghe sofferenze", come recita il foglio del decesso. Grammann nel 1868 si metterà in proprio e nel 1877 lascerà L'Aia per una destinazione ignota.
La società "M. Hille & Comp." fece buoni affari a L'Aia, con ritratti e carte de visite come principale fonte di reddito, ma nel frattempo Maria deve essersi fatta un nome anche come fotografa di architetture. Infatti, nel 1858, il consiglio comunale di Leida le commissionò la creazione di un album fotografico sulla città che sarebbe stato presentato al principe Guglielmo, il figlio maggiore del re Guglielmo III, in occasione del suo ultimo anno di studi. In questo modo Hille divenne la creatrice del primo album olandese con foto di architettura.
Per quanto concerne la fotografia di architetture, tra la fine degli anni '50 e l'inizio degli anni '60 dell'Ottocento nella città de L'Aia, oltre alla Hille, si conoscono altri due fotografi: Johan Herman Bückmann e Alexandrine Tinne. Se del primo ignoriamo la biografia anche se sappiamo che era un professionista ma le foto che ci sono pervenute mostrano, per lo più, vialetti e casette sui canali, diverso appare il discorso intorno alla seconda, conosciuta come Alexine Tinne, fotografa amatoriale, ereditiera, ma soprattutto viaggiatrice e prima donna ad aver attraversato il Sahara, dove venne uccisa nel 1869, a soli 34 anni. Tinne ci ha lasciato circa 40 immagini di edifici de L'Aia, più grandi di quelli di Hille e con una migliore illuminazione, nonostante fosse, appunto, una fotografa amatoriale ma, probabilmente, con più tempo a disposizione e meno impegni lavorativi per cui poteva attendere la migliore luce per fotografare i palazzi.
Maria Hille visse con il vedovo Petrus Bernardus Beukers, "comunista delle colonie". Dopo la partenza di Grammann, i locali commerciali furono utilizzati dalla "JCJ Beukers, ditta M. Hille". Questo Beukers era Johannes Carel Jacobus, figlio di Petrus Bernardus e fotografo, mestiere che probabilmente imparò da Hille. Fino al 1881 Hille figurava ancora nelle varie rubriche come fotografa. Successivamente Marie e Petrus si trasferirono in vari indirizzi a L'Aia. Il suo ultimo indirizzo conosciuto risale al 1892-1893. Dopo tale data di Maria Hille si persero le tracce. A L'Aia non fu registrato alcun decesso. Se si trasferì altrove, non sappiamo dove.
Il lavoro conosciuto ed archiviato di Maria Hille copre un periodo di oltre trent'anni. Anche se la sua principale attività economica fu quella di ritrattista, l'importanza della sua opera si basa sui paesaggi urbani risalenti al periodo che va dal 1856 al 1861. Assieme alla corrispondenza e ad altro materiale d'archivio, l'opera di Hille fornisce informazioni sul metodo di lavoro di una delle prime fotografe professioniste nei Paesi Bassi oltre all'importanza per lo sviluppo nella fotografia architettonica. Parte del patrimonio fotografico di Maria Hille è al Gemeentemuseum Den Haag, all'Istituto Olandese di Architettura di Rotterdam e in altri musei dei Paesi Bassi.

## Galleria d'immagini

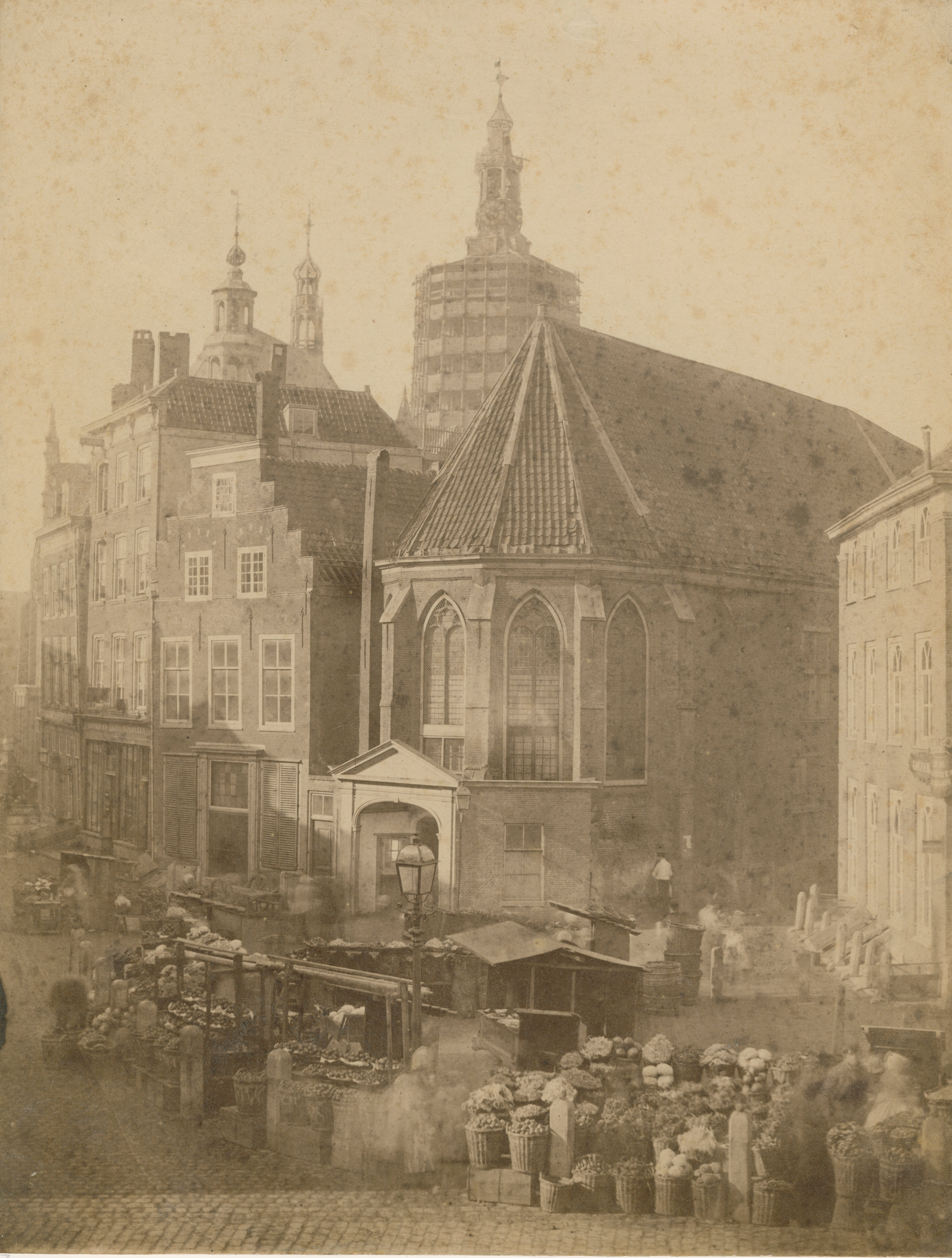
Piazza del Mercato a L'Aia, 1860 circa
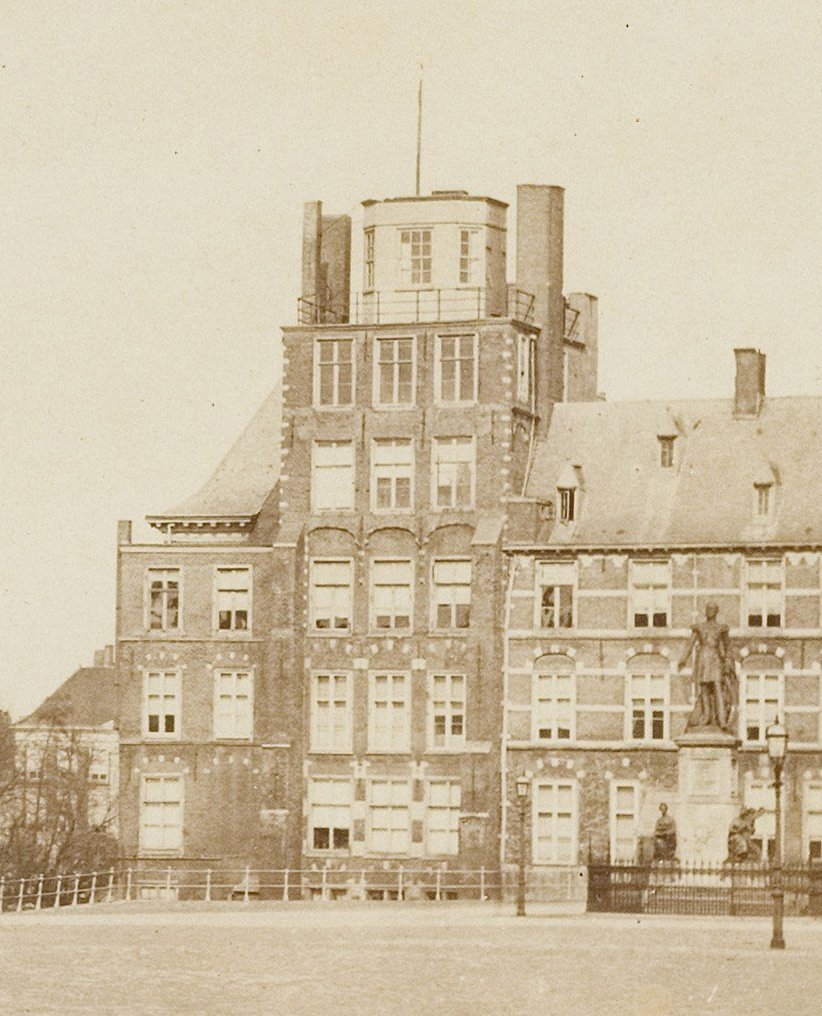
La torre Mauritstoren (1600) costruita dal principe Maurits, 1860 circa
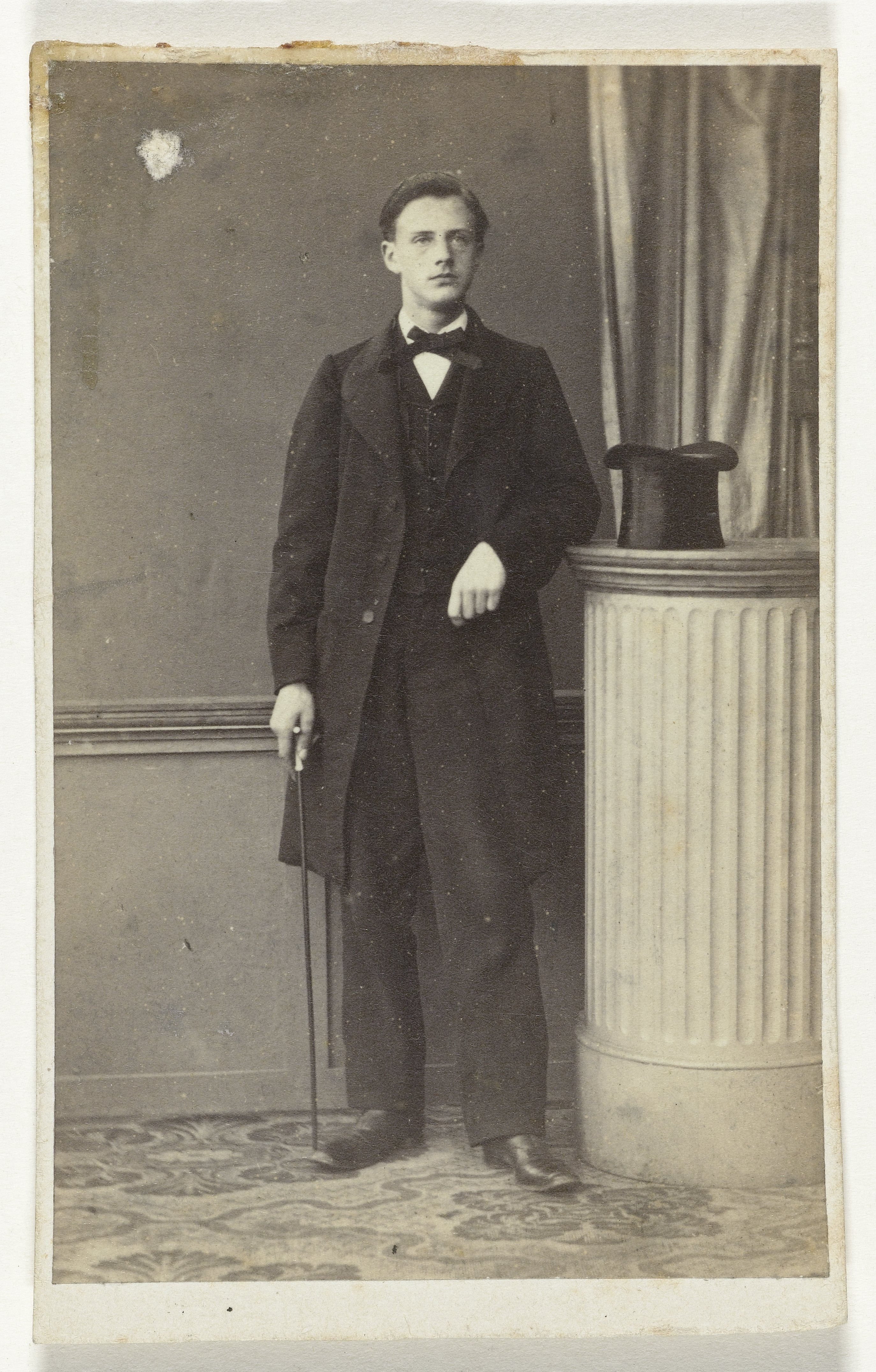
Uomo sconosciuto, 1860-65
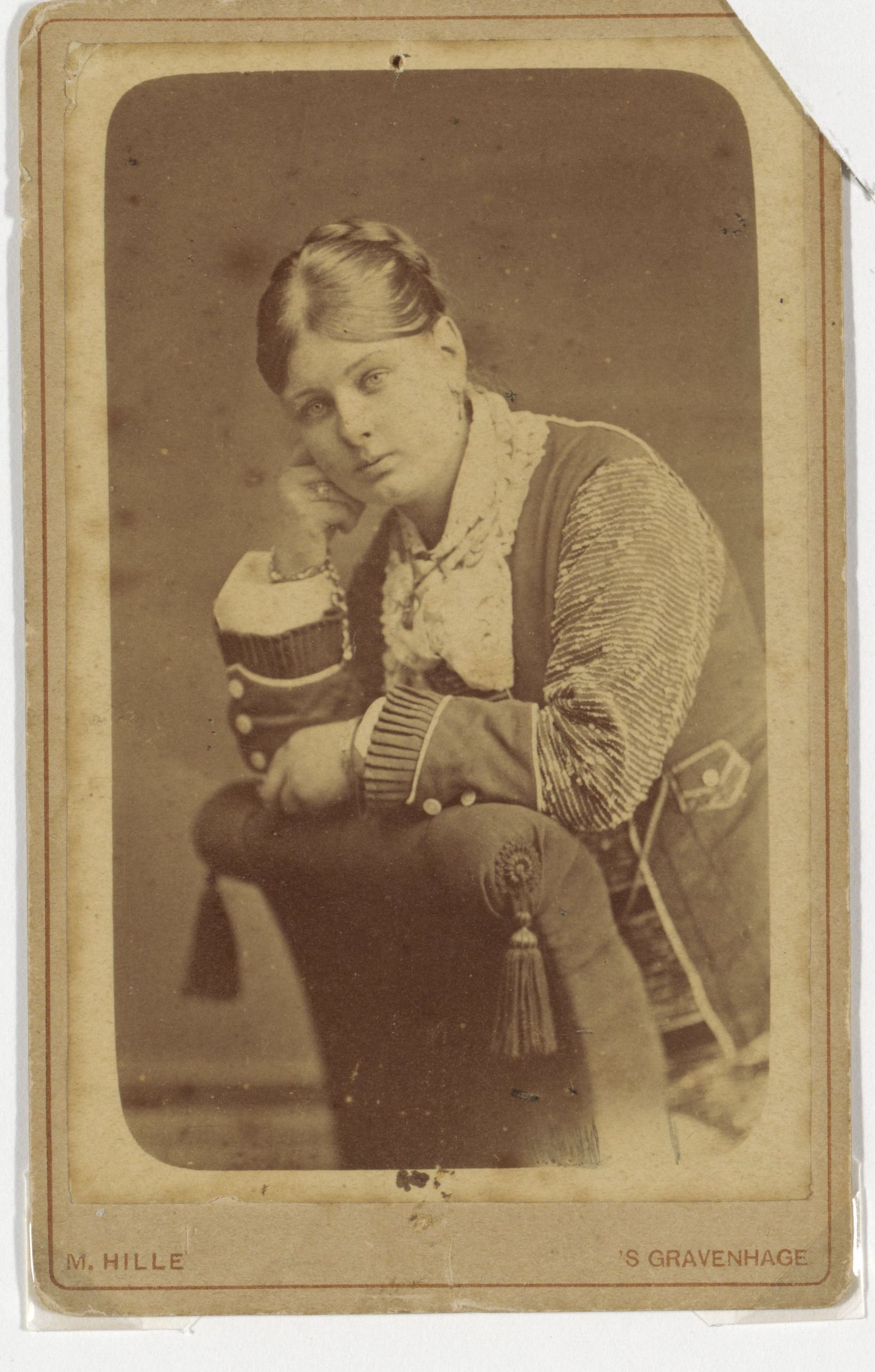
Donna sconosciuta, 1868-80
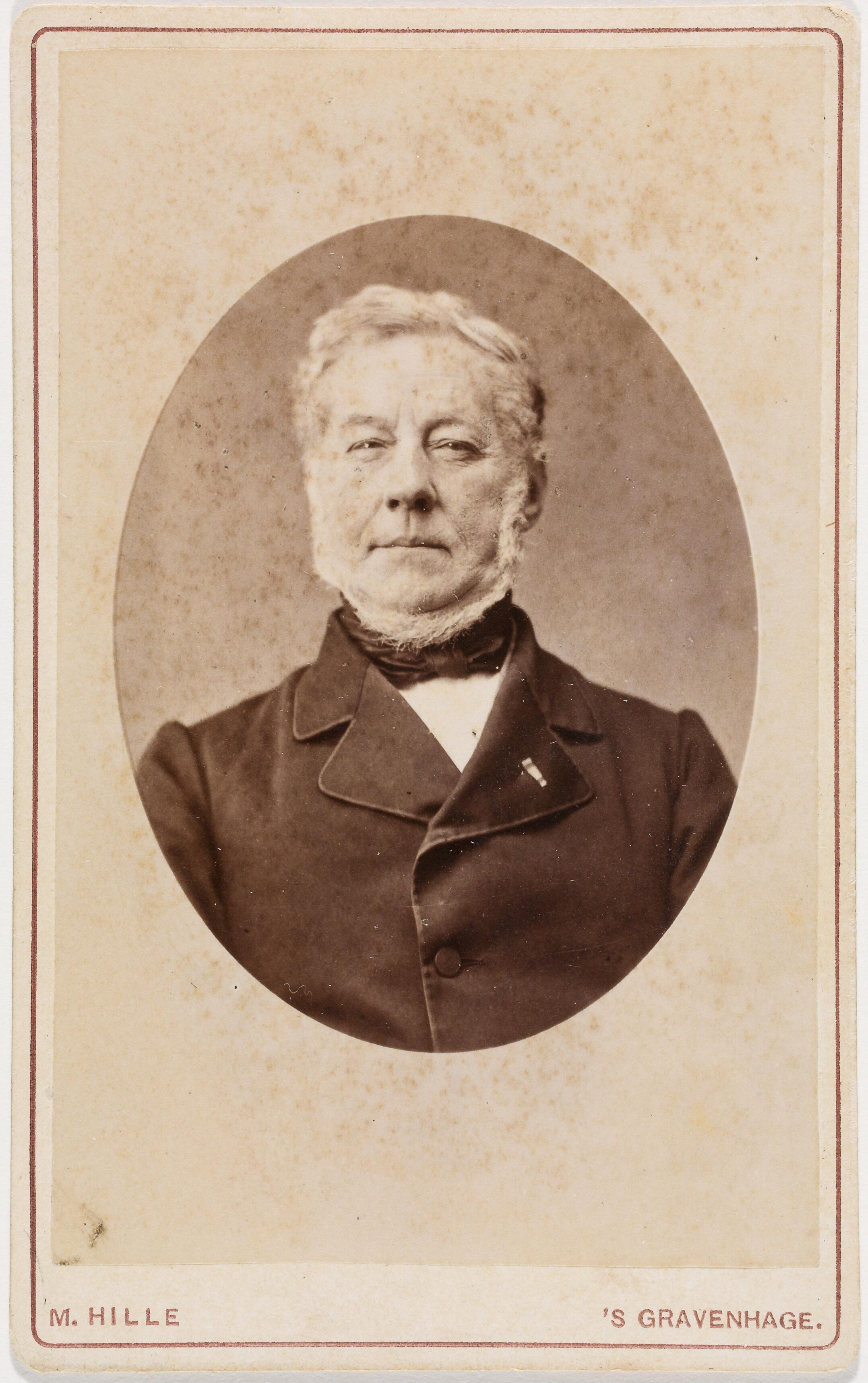
Il presidente della Corte dei Conti Otto Willem Hora Siccama, 1881-83
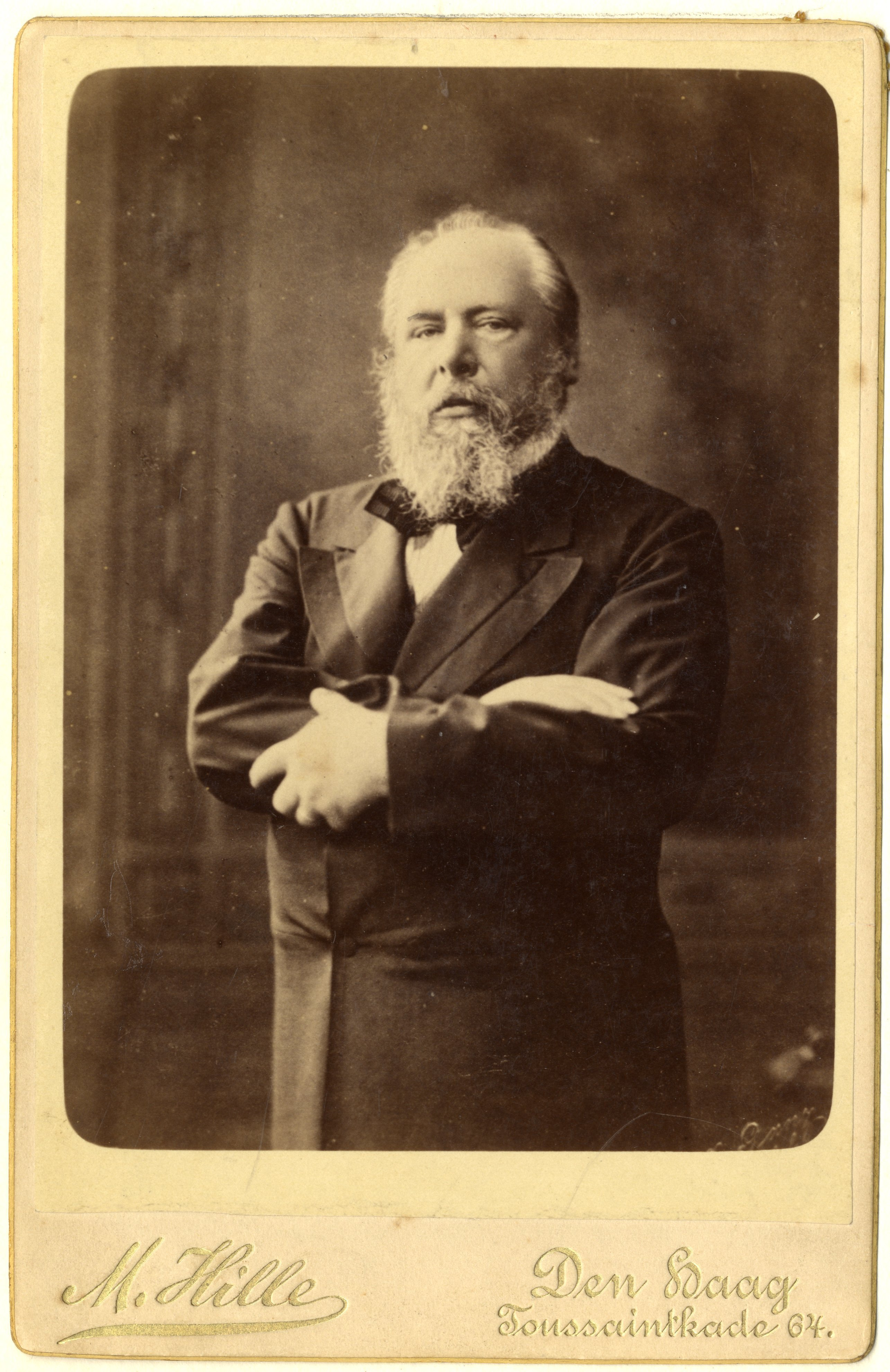
Il re Guglielmo III, 1887
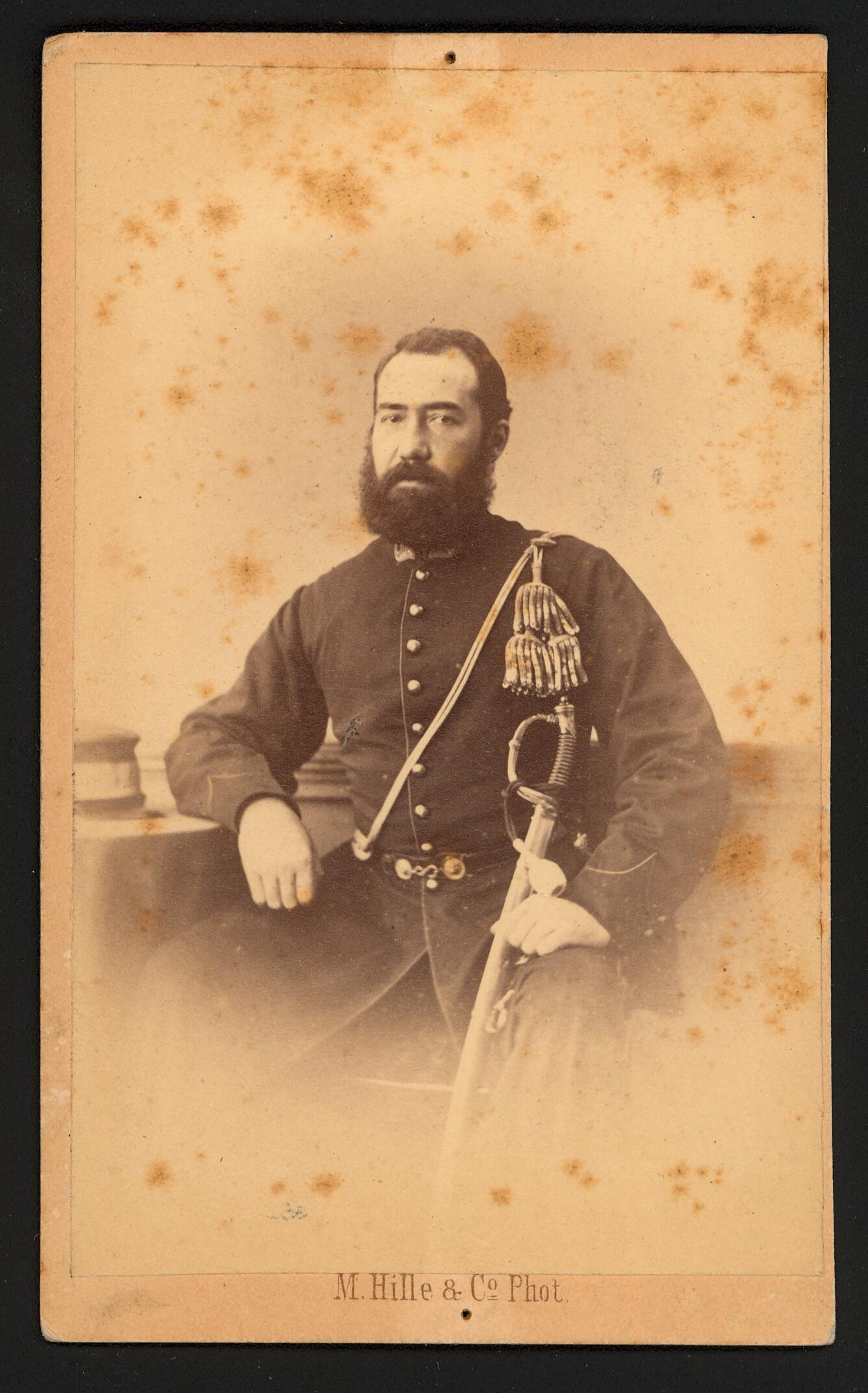
Il governatore coloniale olandese Henri Alexandre Elias, data ignota